# Huis van Achten
Het Huis van Achten of het Provenhuis van Johan van Nordingen is een hofje / provenhuis in Alkmaar. Het bevindt zich net als het naastgelegen Hof van Sonoy op het oorspronkelijke terrein van het zogenaamde ‘Witte Hof’ of Sint Maria Magdalena Klooster. Het hofje werd gesticht in 1656.
Johan van Nordingen de Jonge, de stichter van het Huis van Achten, verloor zijn vrouw Maria van Steenhuysen, nadat hij drie weken met haar gehuwd was geweest. Hij stierf als weduwnaar in 1656, nog geen 31 jaar oud. Een jaar eerder was zijn vader overleden. Johan jr. erfde drie grote vermogens, van zijn vader, van een oom en van zijn vrouw.
Johan bepaalde in zijn testament van 11 november 1654 - hij was toen al ziek - dat op de plaats van het huis op de hoek Nieuwesloot-Lombardsteeg dat hij van zijn vader had geërfd, een nieuw provenhuis gebouwd moest worden voor zes tot acht oude mannen. Een ‘vroupersoon’ zou voor de mannen moeten koken en ze verder verzorgen. De regenten van het te stichten huis mochten niet op religie letten. Vanaf het begin streefde men naar evenwicht tussen katholieke en gereformeerd (hervormde) bewoners.
De reden dat Johan zijn provenhuis voor oude mannen bestemde, was bijzonder. De meeste Alkmaarse hofjes waren bedoeld voor vrouwen. Er was in Alkmaar één ander gesticht voor mannen, het Huis van Zessen. Maar dit provenhuis nam alleen katholieke mannen op.
Het nieuwe hofje werd nog in het overlijdensjaar van Johan van Nordingen de Jonge gebouwd in maar enkele weken. Naast acht kamers voor de bewoners, beschikte het huis over een regentenkamer, een kamer voor de ‘moeders’, een kamer voor de meid, een provisiekamer, een keuken en een eetkamer voor de proveniers. Het Huis van Achten, zoals het veelal werd genoemd, behoorde tot de grootste van de tot dan toe gebouwde hofjes. Als geheel was het Provenhuis Paling en Van Foreest groter, maar dat bestond uit losse kamers.

## Bouwstijl
Al sinds de bouw sieren twee karakteristieke beeldjes van bebaarde oude mannen de gevel van het provenhuis. Het Huis van Achten heeft niet alleen een fraaie gevel, maar ook een bijzonder rijk interieur. In de stijlvolle vestibule zijn ook weer twee beeldjes van oude mannen te vinden, dit keer in hout uitgevoerd. De regentenkamer heeft een deftige allure. Aan de wanden hangen oude schilderijen van de familie van de stichter. Boven de schouw hangt een portret uit ca. 1660 van het eerste regentencollege. Het provenhuis heeft een klassieke hofjesvorm: het is gebouwd rondom rond een binnentuin. Een overdekte galerij met glasvensters geeft toegang tot de tuin.
Al in de achttiende eeuw sprak men van het Huis van Achten als een van de ‘fraayste en aanzienlijkste provenhuizen’ van de stad. Aan de kant van de Nieuwesloot stond het pand in het water, wat een schilderachtig effect gaf. Na de demping van het water in 1863 oogt het pand veel kleiner dan vroeger.
In de jaren zestig van de twintigste eeuw was er weinig animo meer bij bejaarden voor het wonen in het langzamerhand achterop geraakte Huis van Achten. Na eind 1977 waren er geen bejaarde bewoners meer. Na een restauratie in 1986/87 ging het bestuur over op studentenhuisvesting. Tegenwoordig zijn de bewoners van alle leeftijden, vrouwen en mannen door elkaar. De ‘moeder’ van weleer is er niet meer. Iedereen kookt en zorgt voor zichzelf, wel is er een huismeester.